# Isabelle Adjani
Isabelle Yasmine Adjani (sinh ngày 27 tháng 6 năm 1955) là một nữ diễn viên điện ảnh và ca sĩ Pháp. Adjani đã xuất hiện trong 30 bộ phim từ năm 1970. Cô giữ kỷ lục cho các giải César cho Nữ diễn viên xuất sắc nhất năm, với 5 giải, từng 2 lần đề cử giải Oscar.
Isabelle Adjani nổi bật qua các phim Possession (1981) cô nhận giải César nữ diễn viên xuất sắc nhất và nữ diễn viên xuất sắc tại Liên hoan phim Cannes; phim One Deadly Summer (1983), giành 4 giải César, cô nhận giải nữ diễn viên xuất sắc nhất; phim Camille Claudel (1988),được đề cử 2 giải Oscar, đoạt 5 giải César trong đó cô đoạt giải nữ diễn viên xuất sắc nhất, giải Gấu bạc Liên hoan phim Berlin; phim La reine Margot (1994), giành 5 giải César và 2 giải Liên hoan phim Cannes và phim Skirt Day (2009) cô giành giải César nữ diễn viên xuất sắc nhất. Cùng với Catherine Deneuve và Isabelle Huppert, Adjani được xem là nữ diễn viên hàng đầu của điện ảnh nước Pháp đương đại.

## Danh mục phim
| Năm  | Tên phim                                | Vai diễn                        | Ghi chú |
| ---- | --------------------------------------- | ------------------------------- | --- |
| 1970 | Le Petit bougnat                        | Rose                            | |
| 1972 | Faustine et le bel été                  | Camille                         | |
| 1974 | La Gifle                                | Isabelle Doulean                | Special David di Donatello |
| 1975 | The Story of Adèle H.                   | Adèle Hugo                      | Cartagena Film Festival Golden India Catalina for Best Actress David di Donatello for Best Actress National Board of Review Award for Best Actress National Society of Film Critics Award for Best Actress New York Film Critics Circle Award for Best Actress Nominated—Academy Award for Best Actress Nominated—César Award for Best Actress |
| 1976 | The Tenant                              | Stella                          | |
| 1976 | Barocco                                 | Laure                           | Nominated—César Award for Best Actress |
| 1977 | Violette & François                     | Violette Clot                   | |
| 1978 | The Driver                              | The Player                      | |
| 1979 | Nosferatu the Vampyre                   | Lucy Harker                     | Bambi Award for Best Actress |
| 1979 | The Bronte Sisters                      | Emily Brontë                    | |
| 1981 | Clara et les Chics Types                | Clara                           | |
| 1981 | Possession                              | Anna/Helen                      | Cannes Film Festival Best Actress Award (also for Quartet) César Award for Best Actress |
| 1981 | Quartet                                 | Marya Zelli                     | Cannes Film Festival Best Actress Award (also for Possession) |
| 1981 | L' Année prochaine... si tout va bien   | Isabelle                        | |
| 1982 | Tout feu, tout flamme                   | Pauline Valance                 | |
| 1982 | Antonieta                               | Antonieta Rivas Mercado         | |
| 1983 | Mortelle randonnée                      | Catherine Leiris/Lucie, 'Marie' | |
| 1983 | One Deadly Summer                       | Eliane known as 'Elle'          | César Award for Best Actress |
| 1985 | Subway                                  | Héléna                          | Nominated—César Award for Best Actress |
| 1986 | T'as de beaux escaliers tu sais         |                                 | |
| 1987 | Ishtar                                  | Shirra Assel                    | |
| 1988 | Camille Claudel                         | Camille Claudel                 | César Award for Best Actress Silver Bear for Best Actress at Berlin Nominated—Academy Award for Best Actress |
| 1993 | Toxic Affair                            | Pénélope                        | |
| 1994 | Queen Margot                            | Margot                          | César Award for Best Actress |
| 1996 | Diabolique                              | Mia Baran                       | |
| 1998 | Paparazzi                               | Isabelle Adjani                 | |
| 2002 | La Repentie                             | Charlotte/Leïla                 | |
| 2002 | Adolphe                                 | Ellénore                        | Cabourg Romantic Film Festival Award for Best Actress |
| 2003 | Bon voyage                              | Viviane Denvers                 | |
| 2003 | Monsieur Ibrahim et les fleurs du Coran | La star                         | |
| 2009 | La journée de la jupe                   | Sonia Bergerac                  | César Award for Best Actress Television Festival Award for Best Actress |
| 2010 | Mammuth                                 |                                 | Entered into the 60th Berlin International Film Festival |
| 2011 | De Force                                | Clara Damico                    | |
| 2012 | David et Madame Hansen                  | Madame Hansen-Bergmann          | |
| 2012 | Ishkq in Paris                          |                                 | |

## Đĩa nhạc
- Pull marine (1983) do Serge Gainsbourg sáng tác và sản xuất